# 亀貝インターチェンジ (新潟市)
亀貝インターチェンジ（かめがいインターチェンジ）は、新潟県新潟市西区亀貝にある国道116号（重複：国道289号）新潟西バイパスのインターチェンジ。

## 概要
1990年（平成2年）10月12日、新潟西バイパスの亀貝IC - 小新IC間の開通と共に供用を開始した。1995年（平成7年）12月12日には高山IC - 亀貝ICが開通し、柏崎市方面のオンランプ・オフランプが増設された。
接続する新潟県道44号新潟燕線の当インターチェンジ周辺は新潟市の都市計画道路「寺尾線」の区間で、西区坂井輪地区を南北に縦貫する幹線道路として整備が進められており、西区役所前交差点から当インターチェンジまでの間は片側2車線となっている。

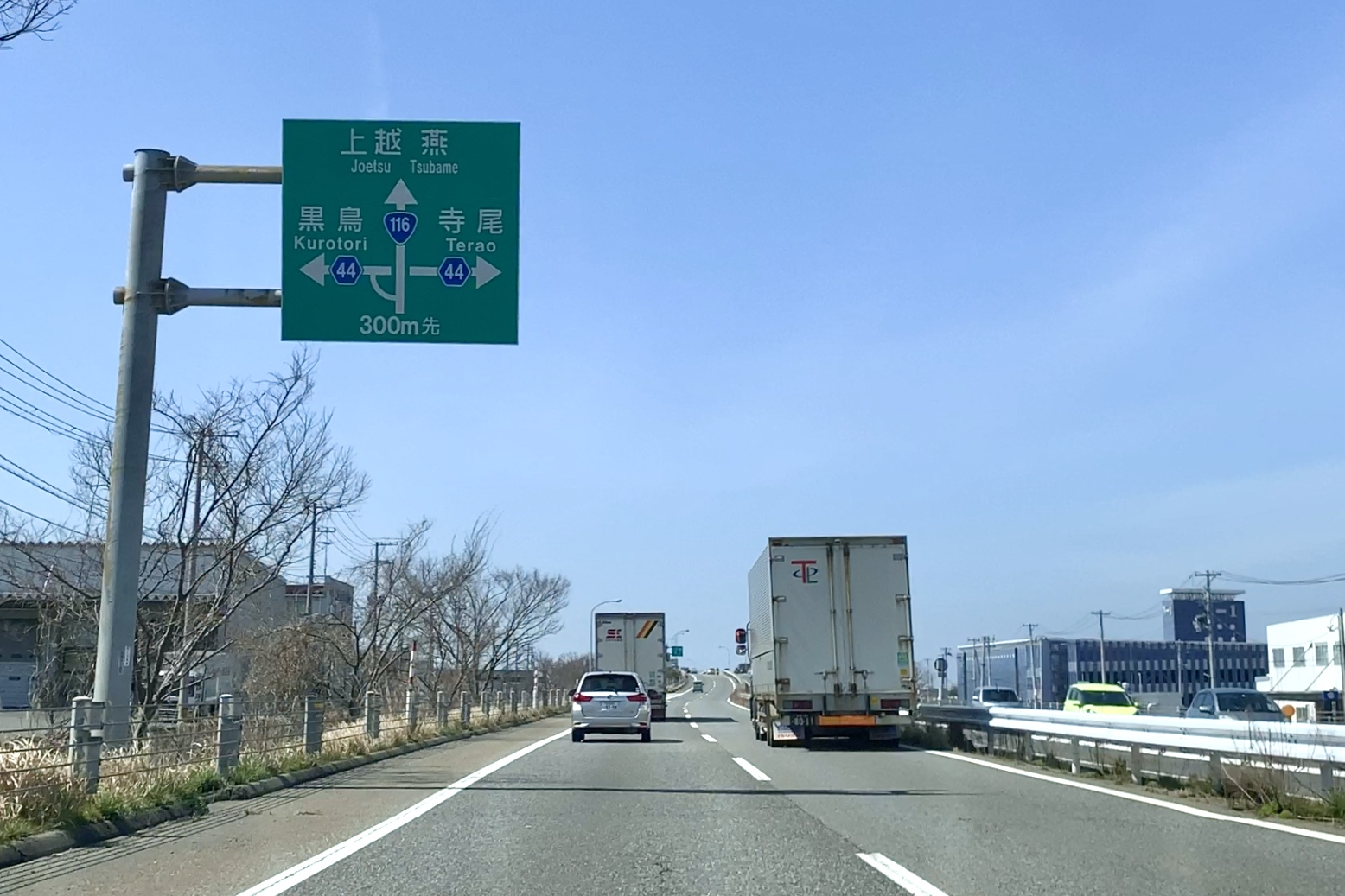
西行本線上のIC案内標識（2020年3月）
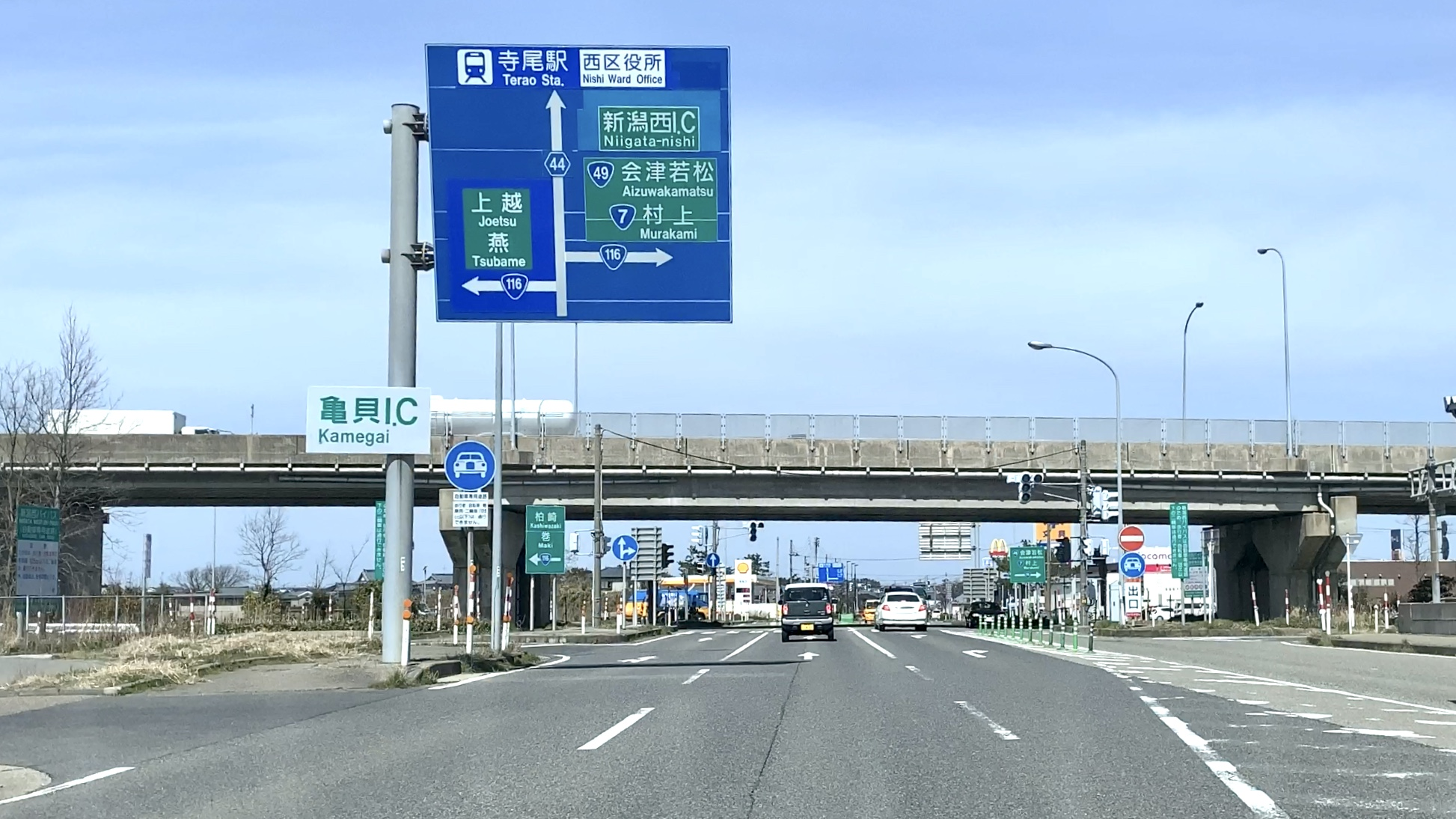
新潟県道44号新潟燕線から見たIC（2020年3月）

## 接続路線
- 新潟県道44号新潟燕線（寺尾線・亀貝インター通り）

## 周辺
IC南東側には流通センター、北東側には郊外型商業施設が立ち並んでいる。また、接続道路を北に進むと住宅街となる。
- 新潟県新潟西警察署
- グランセナ新潟サッカースタジアム
- 緒立遺跡

## 隣
国道116号・国道289号（新潟西バイパス）
新通IC - 亀貝IC - 小新IC